# 우랄주

우랄 주 지도

우랄주(러시아어: Уральская область)는 1923년부터 1934년까지 존재했던 러시아 소비에트 연방 사회주의 공화국의 현으로 현도는 스베르들롭스크(현재의 예카테린부르크)이다. 1923년 11월 3일 페름 현, 예카테린부르크 현, 첼랴빈스크 현, 튜멘 현의 일부를 통합하여 신설되었으며 1934년 1월 17일 옵스코이르티시 주에 합병되면서 폐지되었다.